# تورچ
تورچ (به لاتین: Turcz) یک منطقهٔ مسکونی در لهستان است که در گمینا سنپوپول واقع شده‌است.